# Hexagrammos
Hexagrammos ist eine Fischgattung aus der Ordnung der Barschartigen (Perciformes). Die Arten der Gattung leben küstennah im nördlichen Pazifik vom Gelben Meer, Japan, Korea und den Kurilen über das Ochotskische Meer, Kamtschatka, die Beringsee und die Aleuten bis zum südlichen Kalifornien.

## Merkmale
Hexagrammos-Arten sind langgestreckte Fische, die eine Länge von 30 bis 61 cm erreichen. Ihr Kopf ist ohne größere knöcherne Kämme und Dornen. Er ist von Ctenoidschuppen bedeckt. Die durchgehende Rückenflosse ist durch eine Einbuchtung in einen vorderen hartstrahligen und einen hinteren weichstrahligen Teil gegliedert. Die Afterflosse ist ohne Stachelstrahlen. Die Schwanzflosse endet abgerundet. Die Anzahl der Wirbel liegt bei 47 bis 57. Die Fische haben fünf Seitenlinien, die erste und die zweite verlaufen dicht beieinander unmittelbar unterhalb der Mittellinie des Rückens, die dritte vom oberen Ende des Kiemendeckels bis zur Mitte des Schwanzflossenstiels. Die vierte Seitenlinie befindet sich auf der Bauchseite und beginnt unterhalb der Brustflossenbasis. Sie kann kurz sein und schon unterhalb der Bauchflossenbasis enden oder bis zum Schwanzflossenstiel verlaufen. Die fünfte Seitenlinie beginnt auf der Mittellinie der Kehle und teilt sich vor dem Anus. Nur Hexagrammos agrammus (Untergattung Agrammus) besitzt eine einzige Seitenlinie. Hexagrammos-Arten sind meist bräunlich gefärbt und mit allerlei farbigen, dunklen oder hellen Flecken oder Punkten gemustert. 

## Lebensweise
Hexagrammos-Arten leben vor allem im Flachwasser unterhalb der Gezeitenzone auf Felsen und auf Meeresböden, die von Algen oder Tangen bewachsen sind. Einige Arten gehen bis in Tiefen von 600 Metern. Sie ernähren sich von Vielborstern, Krebstieren, Muscheln, Schnecken und kleinen Fischen. Zur Fortpflanzungszeit bilden die Männchen Reviere. Der in einem Ballen abgelegte und an ein Substrat geheftete Laich wird vom Männchen bewacht.

## Arten
- Untergattung Agrammus

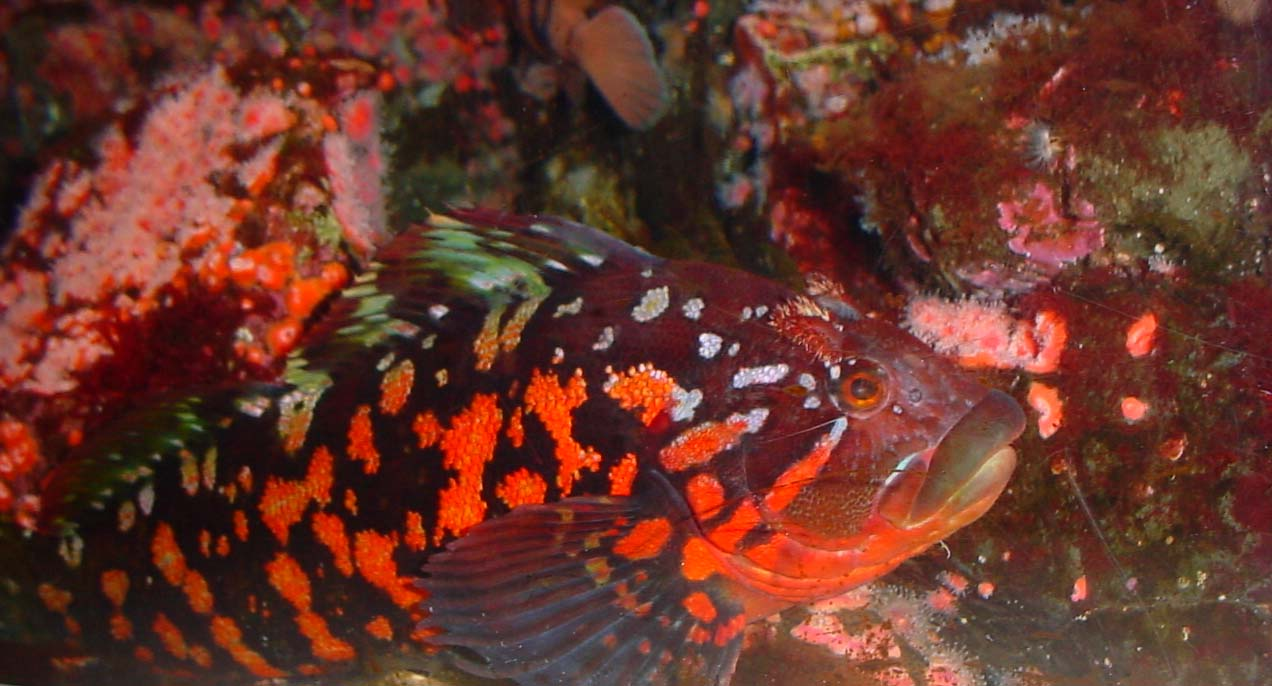
Hexagrammos lagocephalus, großes Männchen.

  - Hexagrammos agrammus (Temminck & Schlegel, 1843).
- Untergattung Hexagrammos
  - Kelpgrünling (Hexagrammos decagrammus) (Pallas, 1810).
  - Hexagrammos lagocephalus (Pallas, 1810).
  - Hexagrammos octogrammus (Pallas, 1814).
  - Hexagrammos otakii (Jordan & Starks, 1895)
  - Weißgepunkteter Grünling (Hexagrammos stelleri) (Tilesius, 1810)